# Elezioni generali in Nuova Zelanda del 1990
Le elezioni generali in Nuova Zelanda del 1990 si tennero il 27 ottobre per il rinnovo della Camera dei rappresentanti.

## Risultati
| Liste                                   | Voti      | %     | Seggi |
| --------------------------------------- | --------- | ----- | ----- |
| Partito Nazionale della Nuova Zelanda   | 872 358   | 47,82 | 67    |
| Partito Laburista della Nuova Zelanda   | 640 915   | 35,14 | 29    |
| Partito Verde della Nuova Zelanda       | 124 915   | 6,85  | –     |
| NewLabour Part                          | 94 171    | 5,16  | 1     |
| New Zealand Democratic Party            | 30 455    | 1,67  | –     |
| Social Credit Party                     | 17 897    | 0,98  | –     |
| Mana Motuhake                           | 10 869    | 0,60  | –     |
| McGillicuddy Serious Party              | 10 058    | 0,55  | –     |
| Christian Heritage Party of New Zealand | 9 591     | 0,53  | –     |
| Altri                                   | 12 863    | 0,71  | –     |
| Totale                                  | 1 824 092 | 100   | 97    |